# Paroplapoderus doriae
Paroplapoderus doriae es una especie de coleóptero de la familia Attelabidae.

## Distribución geográfica
Habita en Sumatra (Indonesia).